# Abarth Simca

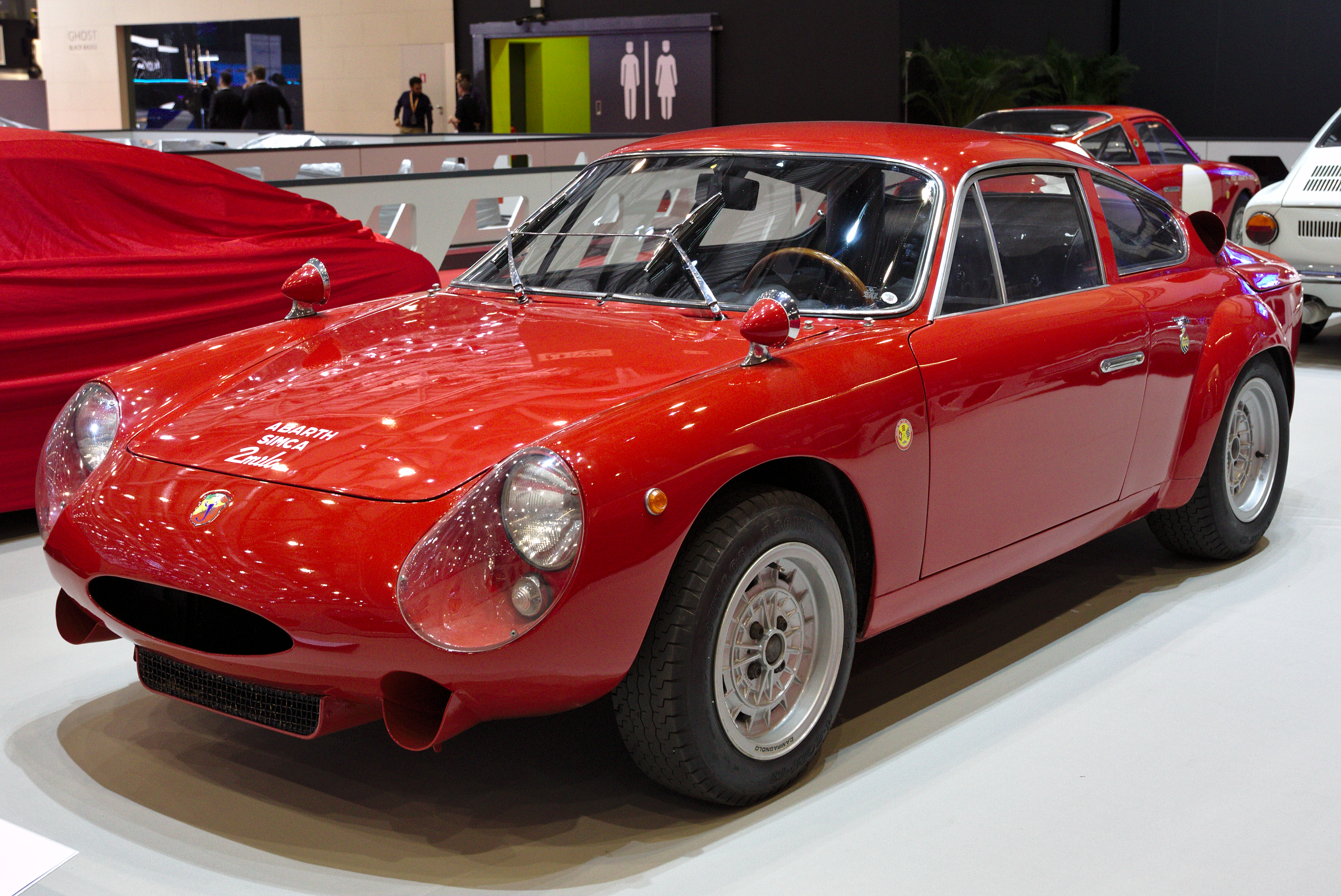

Abarth Simca je sportovní automobil, který v letech 1962 až 1965 vyráběla italská automobilka Abarth. 
Vůz se vyráběl jako dvoudveřové dvousedadlové kupé. Podvozek byl použit z vozu Simca 1000. Automobil měl proudnicovou aerodynamickou karoserii vyrobenou z hliníku. Byl nabízen s motory o objemech 1137, 1288, 1592 a 1946 cm³. Primárně byl automobil určen na závodní okruhy.